# Cochlospermum noldei
Cochlospermum noldei là một loài thực vật có hoa trong họ Bixaceae. Loài này được Poppend. mô tả khoa học đầu tiên năm 2004.